# Need for Speed Heat
Need for Speed Heat är en racingspel utvecklat av Ghost Games och utgivet av Electronic Arts den 8 november 2019 till Microsoft Windows, PlayStation 4 och Xbox One. Spelet är den tjugofjärde delen i Need for Speed-serien.
Spelets öppna världen utspelas i den fiktiva staden Palm City.